# Leptadenia arborea
Leptadenia arborea är en oleanderväxtart som först beskrevs av Forsskal, och fick sitt nu gällande namn av Georg August Schweinfurth. Leptadenia arborea ingår i släktet Leptadenia och familjen oleanderväxter. Inga underarter finns listade i Catalogue of Life.